# Стоун, Ричард (экономист)
Сэр Джон Ричард Николас Стоун (англ. Sir John Richard Nicholas Stone; 30 августа 1913, Лондон — 6 декабря 1991, Кембридж) — английский экономист, лауреат Нобелевской премии 1984 года «за новаторскую работу в области создания системы национальных счетов», президент Эконометрического общества в 1955 году. Член Британской академии (1956).

## Биография
В 1931—1936 годах учился в Кембриджском университете. В 1957 году удостоен степени доктора наук.
В 1936 году женился на Уинифред Мэри Дженкинс, бывшей студентке-экономисте Кембриджского университета. До начала Второй мировой войны работал в страховом обществе «Lloyd’s of London». Вместе со своей женой принимал участие в проведении нескольких экономических исследований, в том числе в подготовке опубликованного в 1938 году доклада о различиях в структурах потребления и сбережений в семейных бюджетах. В 1937 году супруги Стоун начали издавать ежемесячный экономический и деловой журнал «Trends», основанный Колином Кларком и переданный им Стоунам в связи с его возвращением в Австралию. В этом журнале Стоуны публиковали экономические показатели занятости, объёма производства, потребления, капиталовложений, движения цен, данные о внешней торговле. В 1940 году их брак распался.
Во время войны работал в правительственных учреждениях.
В 1945—1980 годах в Кембриджском университете: директор отдела прикладной экономики, профессор финансов и бухгалтерии (с 1955), декан факультета экономики и политики (1970—1972).
В 1978 году удостоен рыцарского звания.

### Личная жизнь
В 1941 году женился на Феодоре Леонтиноф, философе по специальности, которая в то время работала секретарём Национального института экономических в социальных исследований. Она умерла в 1956 году.
В 1960 году женился на Джиованне Крофт-Мюррей. Она сотрудничала с ним во многих его последующих работах, несмотря на то что не имела экономического образования.

## Сочинения
- Метод затраты — выпуск и национальные счета = Input—Output and National Accounts (1961) / Пер. с англ. Э. В. Детневой под ред. Б. Л. Исаева. — М.: Статистика, 1964. — 206 с.
- «Анализ рыночного спроса» (The Analysis of Market Demand, 1945)
- «Математические модели в экономике и другие эссе» (Mathematical Models in Economy and other Essays, 1970)